# Stanisław Grzepski

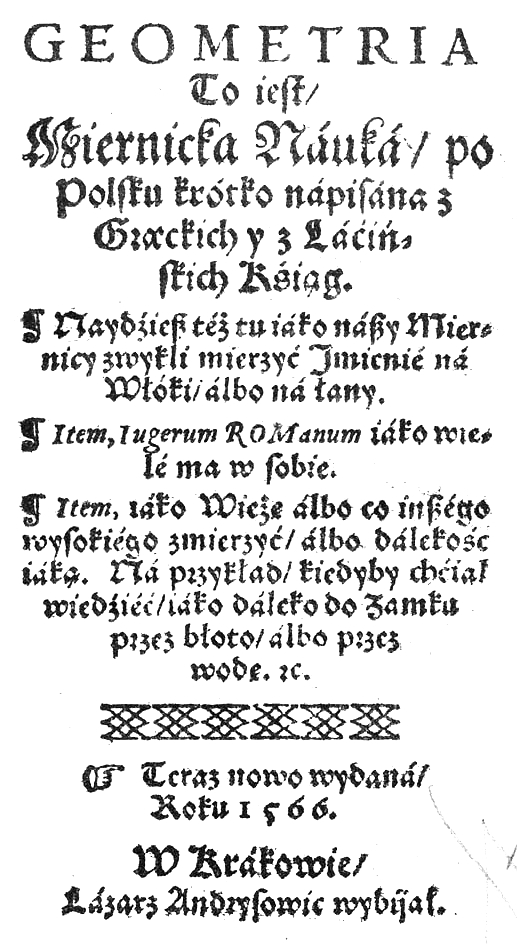
Cartea "Geometria sau studiul măsurilor"

Stanisław Grzepski (1524–1570) a fost un matematician și filolog umanist polonez, contemporan cu Nicolaus Copernic.
A fost profesor la Cracovia.

## Scrieri
- 1566: Geometria to jest miernicka nauka ("Geometria sau studiul măsurilor"), după lucrările matematicienilor greci sau latini. Este considerată prima carte tehnică poloneză.

1. 1 2  Stanisław Grzepski (în poloneză)
2. 1 2  Stanisław Grzepski, Bibliography of the History of the Czech Lands
3. 1 2  Stanisław Grzepski, NUKAT
4. 1 2  Stanisław Grzepski, MAK
5. 1 2  Stanisław Grzebski, CERL Thesaurus, accesat în 9 octombrie 2017
6. ↑  Czech National Authority Database, accesat în 1 martie 2022